# Giornata Internazionale della Memoria del Disastro di Cernobyl
La Giornata Internazionale della Memoria del Disastro di Cernobyl è una giornata della memoria, osservata il 26 aprile di ogni anno.
È stata istituita dall' Assemblea generale delle Nazioni Unite l'8 dicembre 2016 , per commemorare il Disastro di Černobyl' , avvenuto nella città ucraina di Pryp"jat', presso la Centrale nucleare di Černobyl' il 26 aprile 1986.
Nella sua risoluzione, l'Assemblea Generale ha riconosciuto che tre decenni dopo il disastro rimangono persistenti gravi conseguenze a lungo termine e che le comunità e i territori colpiti stanno vivendo continui bisogni correlati. L'Assemblea generale  ha invitato tutti gli Stati membri, le agenzie competenti del sistema delle Nazioni Unite e altre organizzazioni internazionali, nonché la società civile, a osservare questa giornata.